# Wapen van Amstelveen

Wapen van Amstelveen

Het wapen van Amstelveen werd op 26 juni 1816 bij besluit van de Hoge Raad van Adel aan de gemeente Amstelveen (toen nog Nieuwer-Amstel genaamd) bevestigd. Het wapen is net als de wapens van Amsterdam en Ouder-Amstel afgeleid van het wapen van Jan Persijn. Ook zijn al deze wapens raadselwapens. In 1854 werd de Noord-Hollandse gemeente Nieuwer-Amstel uitgebreid met het grondgebied van de gemeente Rietwijkeroord, maar de naam van de gemeente en het wapen bleven behouden. In 1964 veranderde de gemeente Nieuwer-Amstel haar naam in Amstelveen, maar behield het wapen.

## Blazoenering
Het wapen heeft de volgende blazoenering:
Van keel beladen met 2 fascen van sabel, op welks bovenste 3 sautoirs en op welks onderste 1 sautoir, allen van zilver.
Het schild is rood van kleur met daaroverheen twee zwarte dwarsbalken. De bovenste balk heeft drie zilveren andreaskruisen en de onderste dwarsbalk een.

## Vergelijkbare wapens

Het wapen van Ouder-Amstel
Het wapen van Amsterdam
Het familiewapen van Persijn